# Kristen Cloke
Kristen Ann Cloke (nascida em 2 de setembro de 1968 em Van Nuys, na Califórnia) é uma atriz de cinema e televisão estadunidense. Sua  primeira atuação no cinema aconteceu em Megaville, em 1991. Ela é mais conhecida por sua atuação na série de televisão Space: Above and Beyond como Shane Vansen, em 1995, e em Final Destination, em 2000.